# Stóra Dímun
Stóra Dímun (en danés: Store Dimon) es la tercera isla más pequeña del archipiélago de las Feroe, perteneciente a la región administrativa de Sandoy y a la comuna de Skúvoy.
El nombre Dímun, al igual que el de su vecina Lítla Dímun, proviene probablemente de un término celta cuyo significado sería Dos Cerros.
- Extensión: 2,7 km²
- Población: 4 habitantes (2004), todos ellos miembros de una misma familia
- Punto más alto: Høgoyggj, 396 metros
- Única población: Dímon (proporcionando el mismo nombre a dos islas de la región)

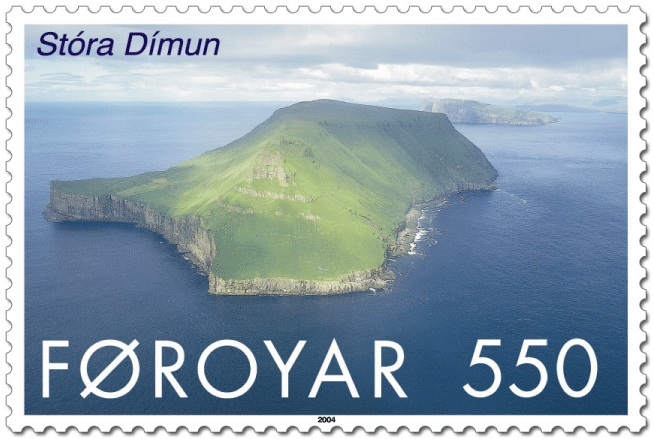
Vista de la isla en sello de 2004.

La zoología se compone principalmente de 400 ovejas, así como numerosos frailecillos y gaviotas. En 1808 se avistó por última vez un ejemplar de Alca gigante en la isla. Su desaparición tendría lugar poco más tarde, en Islandia, debido a la caza abusiva de esta especie llevada a cabo en todo el territorio.
La Saga Færeyinga ("Saga de los Feroeses") hace referencia a Stóra Dímun ya en el siglo X con un suceso trágico por el cual Sigmundur Brestisson, residente en la isla y de tan sólo 9 años, es testigo del asesinato de su padre Brestir Sigmundsson y su tío Beinir Sigmundsson. Poco más tarde, también se describe como se convertiría al cristianismo en el año 999 y sus intentos por suprimir la tradición en el archipiélago de llevar a cabo la denominada venganza familiar.
Antes de 1920 existían las ruinas de un pequeño edificio religioso, pero actualmente han desaparecido.
Al igual que en otras islas pequeñas del archipiélago, no es accesible a través de ferry por lo que todas las comunicaciones se llevan a cabo a través de helicópteros que visitan la isla varias veces por semana.